# San Marino ai XXIV Giochi olimpici invernali
San Marino ha partecipato ai XXIV Giochi olimpici invernali, che si sono svolti dal 4 al 20 febbraio 2022 a Pechino in Cina, con una delegazione composta da due atleti, un uomo e una donna.
È stata l'undicesima partecipazione di questo paese ai Giochi invernali.

## Delegazione
| Sport      | Uomini | Donne | Totale |
| ---------- | ------ | ----- | ------ |
| Sci alpino | 1      | 1     | 2      |
| Totale     | 1      | 1     | 2      |

## Sci alpino
San Marino schiererà nello sci alpino Matteo Gatti e Anna Torsani.
| Atleta       | Evento                    | 1ª manche | 1ª manche | 2ª manche | 2ª manche | Totale  | Totale    |
| Atleta       | Evento                    | Tempo     | Posizione | Tempo     | Posizione | Tempo   | Posizione |
| ------------ | ------------------------- | --------- | --------- | --------- | --------- | ------- | --------- |
| Matteo Gatti | Slalom gigante maschile   | 1'20"40   | 49º       | DSQ       | DSQ       | DSQ     | DSQ       |
| Matteo Gatti | Slalom speciale maschile  | 1'08"52   | 49º       | 1'03"41   | 44º       | 2'11"93 | 43º       |
| Anna Torsani | Slalom gigante femminile  | 1'13"89   | 58ª       | 1'15"37   | 48ª       | 2'29"26 | 47ª       |
| Anna Torsani | Slalom speciale femminile | DNF       | DNF       | DNF       | DNF       | DNF     | DNF       |